# Izúcar de Matamoros
Izúcar de Matamoros là một đô thị thuộc bang Puebla, México. Năm 2005, dân số của đô thị này là 69413 người.